# Дручек, Николай Иванович
Никола́й Ива́нович Дру́чек (23 июня 1967, Ленинградская область) — российский театральный режиссёр, театральный педагог. С 2010 г. — главный режиссёр Московского областного государственного театра юного зрителя.

## Биография
Родился в Ленинградской области 23 июня 1967 года. В 1996 году окончил актёрский факультет Российского государственного института сценических искусств (мастерская профессора В. В. Петрова). В 2002 году окончил режиссёрский факультет Государственного института театрального искусства (мастерская П. Н. Фоменко). С 2002 года работал режиссёром в театре Мастерская Петра Фоменко. С 2009 года преподавал актёрское мастерство на курсе Валерия Фокина во Всероссийском государственном институте кинематографии имени С. А. Герасимова. С 2010 года — главный режиссёр Московского областного государственного театра юного зрителя. Возглавлял культурно-образовательный центр имени Ивана Дмитриевского в Российском государственном академическом театре драмы имени Ф. Волкова (2020—2022).

## Спектакли
- 2003 — «Белые ночи» Ф. Достоевского / Театр Мастерская Петра Фоменко
- 2003 — «Мера за меру» У. Шекспира / Пятый театр
- 2004 — «Прекрасное время» / Национальный центр драматического искусства в Шанхае
- 2004 — «Вешние воды» И. Тургенева / Нижегородский государственный академический театр драмы им. М. Горького
- 2006 — «Лисистрата» Аристофана / Владимирский академический театр драмы
- 2007 — «Подвенечная фата Пьеретты» А. Шницлера / Театр Приют комедианта
- 2008 — «Король Матиуш I» Я. Корчака / Театр юных зрителей имени А. А. Брянцева
- 2011 — «С любовью не шутят» П. Кальдерона / Московский областной государственный театр юного зрителя
- 2012 — «По зеленым холмам океана» С. Козлова / Московский областной государственный театр юного зрителя
- 2013 — «Крейцерова соната» Л. Толстого / Продюсерская компания «Рус-арт»
- 2013 — «Безумная из Шайо» Ж. Жироду / Театр Мастерская Петра Фоменко
- 2013 — «Сверчок на печи» Ч. Диккенса / Театр Олега Табакова
- 2013 — «Свадьба» А. Чехова / Московский областной театр драмы и комедии
- 2015 — «Пушкин. Повести Белкина» А. Пушкина / Московский областной государственный театр юного зрителя
- 2016 — «Первая любовь» И. Тургенева / Московский областной государственный театр юного зрителя
- 2018 — «Ловушка для наследника» Р. Тома / Театр Олега Табакова
- 2018 — «Двенадцатая ночь» У. Шекспира / Магнитогорский драматический театр им. А. С. Пушкина
- 2019 — «Мафия и нежные чувства» Л. Шомара / Театр комедии им. Акимова
- 2021 — «Разбитый кувшин» Г. фон Клейста / Российский государственный академический театр драмы имени Ф. Волкова
- 2023 — «Лес» А. Островского / Государственный академический русский драматический театр Республики Башкортостан
- 2023 — «Очень странное место» / Московский государственный театр Роста в Царицыно
- 2024 — «Буря» У. Шекспира / Государственный академический русский драматический театр Республики Башкортостан

## Награды
- 2001 — премия критики имени Елены Поповой — спектакль «"Мещане" – 4 акт».
- 2004 — премия фестиваля «Московские дебюты» в номинации «Лучший режиссёрский дебют» – спектакль «Белые ночи», Театр Мастерская Петра Фоменко[2].
- 2011 — Гран-при Московского областного театрального фестиваля «Долгопрудненская осень» – спектакль «С любовью не шутят», Московский областной государственный театр юного зрителя.
- 2019 — приз фестиваля «Тургеневская театральная Москва» «За тонкое раскрытие тургеневской темы первой любви» – спектакль «Первая любовь», Московский областной государственный театр юного зрителя[3].